# Philippe Gerbet
Pour les articles homonymes, voir Gerbet.
Philippe Gerbet, aussi connu sous les noms de Philippe-Olympe ou Olympe-Philippe Gerbet, né le 5 février 1798 à Poligny (Jura) et mort le 7 août 1864 à Perpignan (Pyrénées-Orientales), est un prêtre catholique, écrivain, philosophe et journaliste français, évêque de Perpignan de 1854 à 1864.

## Biographie

### Famille
Philippe-Olympe est le quatrième enfant de Marie Josèphe Grenier et de Jean-Philippe Gerbet, négociant drapier. Sa famille est originaire d’Arbois du côté paternel et de Poligny du côté maternel. La famille Gerbet est qualifiée de « bourgeoise », « honorable » et « opulente » par les habitants de Poligny, c'est une famille aisée. Son frère (Aristide-Philippe) et sa sœur (Marie-Louise) sont décédés en bas âge. Seul son frère aîné, Olympe-François, est parvenu à l'âge adulte. Philippe, comme son frère ainé, porte le nom d'Olympe en référence à un saint très célèbre dans le Jura, abbé du monastère de Condat autrement appelé l'abbaye de Saint-Claude.
Philippe est éduqué par sa mère qui devient célibataire à la suite du départ du foyer de son époux. Événement qui, était mal perçu pour cette époque et qui fut un moment difficile à vivre pour lui et son frère.

### Cours élémentaire de théologie
Il commence ses études dans sa ville natale, en faisant son collège à Poligny à partir de 1804. Il est rapidement remarqué par le curé de la paroisse et par ses professeurs pour son intelligence. M. Garrisson, le curé de la paroisse, écrit dans une lettre à son sujet : « cet enfant a des moyens extraordinaires, vous verrez qu’il deviendra un sujet des plus distingués ». Son professeur de rhétorique, M. Gauthier, conserve toute sa vie une affection pour son ancien élève, dont il suivra les pas et les progrès avec fierté. Ses maitres et ses condisciples prévoyaient pour lui un avenir brillant, cependant Philippe lui-même, paraissait ignorer son propre mérite. Ses contemporains le décrivent par une bonté calme, une démarche lente et réfléchie, et de la modestie.
Une fois les études littéraires terminées, à 14 ans, Philippe quitte Poligny pour se rendre à Besançon afin de recevoir l’initiation au sacerdoce. Il s'inscrit aux cours de philosophie, prélude obligé des études théologiques. Les leçons étaient professées à l’Académie de Besançon, par M. l’abbé Astier. Partout Philippe était au premier rang, si bien qu'il était surnommé le bras droit de M. Astier. Ces cours marquent lé début de l’étude d’une science qui deviendra l’occupation principale de sa vie entière.
Après un an de césure lié à une maladie, Philippe reprend les études ecclésiastiques à Besançon au mois de novembre 1814. Fruit de son travail, il obtient le premier prix lors des concours de fin d’année en 1816 et en 1817. Ces prix sont basés sur les notes, la qualité d’argumentation, la résolution de cas de conscience. Durant ces années de formations il suit des cours de théologie et chaque mercredi, il participe à des réunions en académie, au cours desquelles il peut suivre des dissertations sur l’Écriture sainte, l’histoire ecclésiastique, sur le droit canon. Les principaux commentateurs de la Bible étaient lus, traduits, analysés. Parmi ses collèges de promotions lors de ces années à Besançon, on peut citer Thomas Gousset, Pierre Simon Blanc et François Joseph Xavier Receveur (qui seront tous deux auteurs l’un d’ouvrages d’histoire ecclésiastique),.
Le cours élémentaire de théologie dure alors trois années seulement. Le cadre de formation au sacerdoce est restreint car il y a nécessité de fournir des professeurs aux nombreuses maisons d’éducation qui s’ouvrent sur tous les points du territoire, et l'obligation de pourvoir les paroisses vacantes. Les prêtres sont peu savants mais les études doivent donner une base que les prêtres pouvaient ensuite continuer à approfondir dans la solitude de leurs presbytères.

### Études à Saint-Sulpice, sacerdoce et aumônier du lycée Henri IV
Philippe poursuit néanmoins ses études vers l'enseignement supérieur de la théologie, dans la seule institution existante : il s'agit du séminaire Saint-Sulpice à Paris, où il se rend en 1818 afin de préparer le sacerdoce, tout en suivant des études à la Sorbonne. C'est lors de son passage d'étude à Saint-Sulpice qu'il fait la connaissance d'amis qui l'accompagneront toute sa vie durant : Antoine de Salinis, Casimir de Scorbiac puis Félicité de La Mennais.
En 1820 il reçoit le sous diaconat, dans l’église de Saint-Sulpice, des mains du cardinal Alexandre-Angélique de Talleyrand-Périgord, archevêque de Paris. En 1822, il est promu prêtre par l'archevêque de Paris, Hyacinthe-Louis de Quélen dans l’église métropolitaine de Notre-Dame.
Il est ordonné prêtre en tant qu'élève du séminaire des Missions étrangères où il finit sa formation. Puis, juste après son sacerdoce, il est nommé professeur de théologie morale à la Sorbonne. C'est une faveur exceptionnelle pour une personne aussi jeune, mais justifiée par son mérite, manifesté par des prises de paroles publiques, lors des assemblées de la Faculté de théologie.
Une autre fonction s'ajoute, lorsqu'Antoine de Salinis est nommé pour la direction spirituelle du collège royal de Henri IV, en tant que premier aumônier, par Denis Frayssinous qui préside alors à l'instruction publique en tant que grand maitre de l'université. La tâche dépassait largement les forces d’une seule personne. Antoine de Salinis demande donc l’adjonction d’un collaborateur, Philippe, par une lettre adressée depuis Morlaas le 15 septembre 1822. Il obtient réponse favorable, et Denis Frayssinous confie à Philippe le rôle de second aumônier.
Les deux aumôniers, dans des conférences graduées, posaient d’abord les fondements rationnels des croyances catholiques, ils abordaient ensuite toutes les objections de la science moderne, tentant de fournir des principes de solution universels compatibles entre les deux. A cela s’ajoutait des temps d’entretiens individuels, afin de dépasser les préjugés qui servaient de prétexte pour ne pas pratiquer la religion. Ils obtinrent comme résultat au sein du lycée, qu’on n’osait plus rire de la religion ni de ceux qui la pratiquait, et l'idée que les convictions chrétiennes ne nuisent pas au développement de l’esprit.

### L'école mennaisienne et le catholicisme social

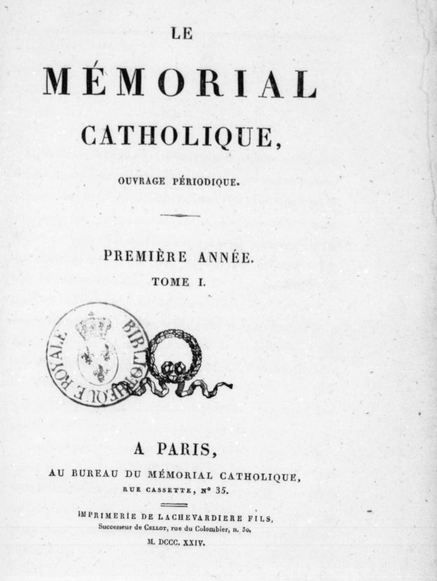
Couverture du journal Le Mémorial catholique

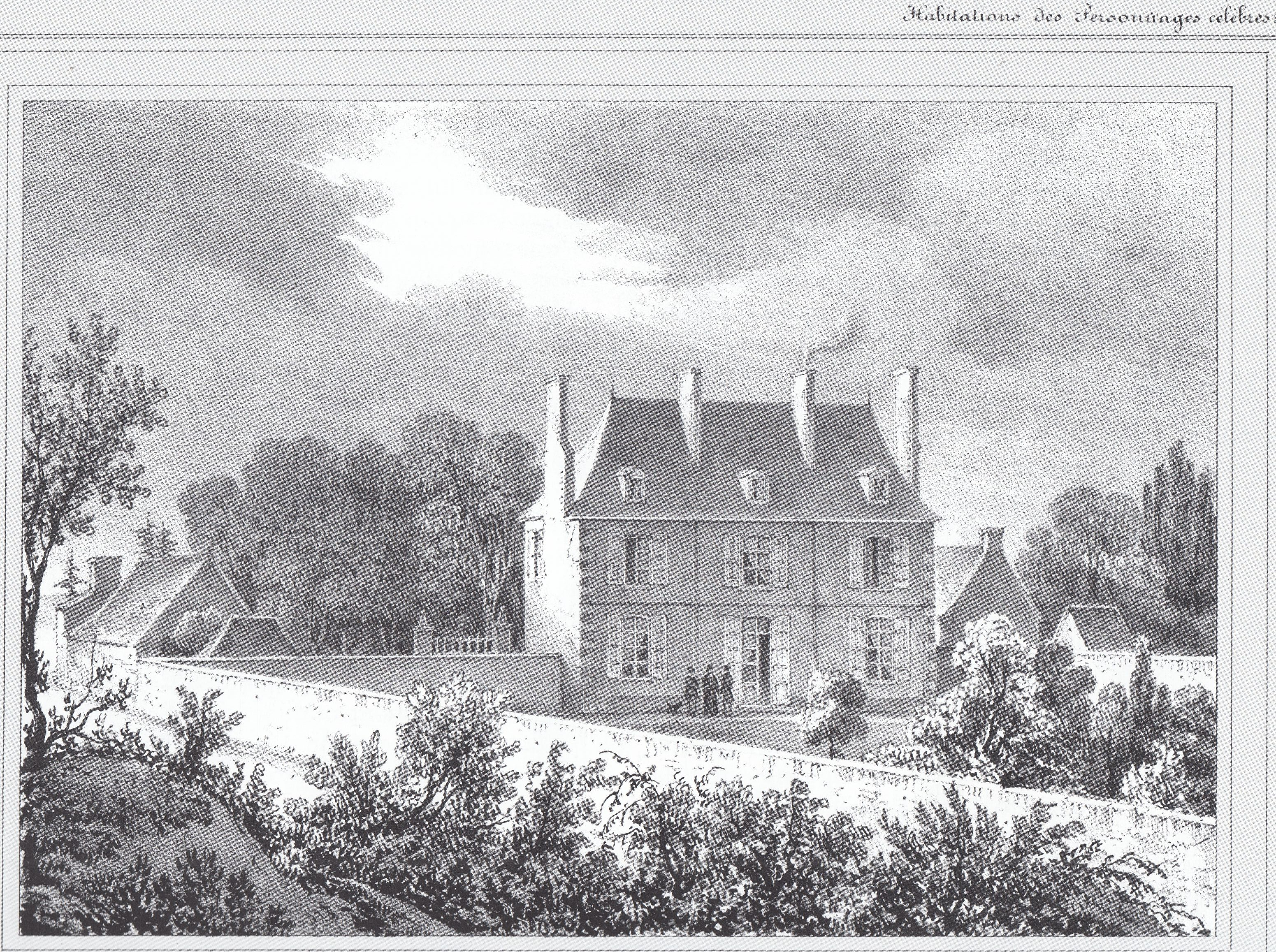
La Chênaie (Ille et Vilaine) en 1834

Pendant les années qui suivent sa promotion au sacerdoce, sa vie se trouve mêlée au mouvement religieux et philosophique qui est appelé « l’école menaisienne » par ses contemporains, du nom de Félicité de La Mennais, son chef de file. Par leur travail d'aumônier, Antoine de Salinis et Philippe Gerbet avaient des liens très fréquents avec la jeunesse lettrée de la capitale. Ce qui sera un moteur pour mettre en oeuvre les principes mennaisiens, qui, au départ, peuvent se résumer par une phrase écrite par Félicité de La Mennais : 
« vous voulez prouver à notre siècle que le catholicisme est la seule religion rationnelle, il faut aussi lui démontrer que s’il n’accepte pas le symbole catholique, il s’exile lui-même de la société des intelligences, qu’il se met en dehors du sens commun à tous les siècles et à tous les peuples, qu’il est fou. »
C’est dans le salon organisé par les aumôniers du collège de Henri IV que nait le souffle d’une inspiration de prosélytisme catholique. A l’origine il n’y a pas de plan combiné, aucun projet sérieusement arrêté, mais seulement le désir commun de travailler à réconcilier la société moderne, sortie tout juste de la Révolution avec le catholicisme, considéré comme le seul fondement solide pour tout édifice social.
Il crée en 1824 avec l'abbé de Salinis une revue, le Mémorial catholique à laquelle il participe activement en tant que rédacteur. Le journal avait le patronage de Félicité de La Mennais, qu'il avait rencontré par le biais d'Antoine de Salinis lors de salons hebdomadaire qu'il organisait.
Admirateur et ami de Félicité de La Mennais, l'auteur célèbre de l'Essai sur l'indifférence, l'abbé Gerbet l'accompagne en Bretagne en 1825, il a alors 27 ans. Ensemble, ils souhaitent mettre en œuvre une société d'ecclésiastiques qui prendra progressivement la forme d'une congrégation appelée, la congrégation de Saint-Pierre. Ils travaillent ensemble, depuis à La Chênaie, propriété de La Mennais, en Ille-et-Vilaine afin de mettre en place une société d'ecclésiastiques dont le travail consiste à produire des écrits pour diffuser les idées nouvelles en sciences, en histoire, etc. en travaillant sur une définition théologique du sens commun.
Une amitié les unit au point que Félicité de La Mennais écrit : « L'abbé Gerbet et moi nous ne nous parlons pas et nous nous comprenons ». Philippe accepte, au départ sans réserve, le système philosophique du sens commun, qui sera au cœur de la pensée menaisienne. Il compose un premier ouvrage de controverse intitulé Des doctrines philosophiques sur la certitude dans leurs rapports avec les fondements de la théologie parut en 1826. Il cherche à démontrer l’influence négative, exercée sur l’enseignement de la théologie, par la philosophie de Descartes. Il parle de la théorie de la foi, comme étant la base de la théologie, qui prend appui sur le système philosophique du sens commun. Il constate également une lacune : dans les ouvrages classiques de théologie, depuis le XVIIIe siècle, les auteurs ne présentent pas d'histoire des théories de la foi, pour expliquer son développement historique depuis Adam jusqu’à nous. Ce livre éveille l’attention des professeurs de théologie dans les séminaires. La réputation du livre alla jusqu'à Rome, où Jean-Louis de Leissègues de Rozaven (Père de Rozaven)  en fait une réfutation publique intitulée Examen du livre de M l’abbé Gerbet.
Quelques années plus tard, il publie un second ouvrage intitulé Coup d’œil sur la controverse chrétienne, dans lequel, après avoir établi que le système du sens commun doit avoir pour résultat de transformer l’enseignement de la théologie, l’auteur veut démontrer qu’il doit également avoir les conséquences positives pour la défense de la religion, en substituant la méthode d’autorité, qui est considérée comme étant la méthode traditionnelle dans l’Église, à la méthode cartésienne diffusée de plus en plus.
Lorsqu'il publie le livre intitulé Considérations sur le dogme générateur de la piété catholique, l'accueil est mitigé : les théologiens trouvent l’auteur trop poète, pas toujours assez précis dans l’exposition dogmatique, les mystiques le disent trop raisonneur. Les littérateurs le disent trop mystique. Cependant, l'ouvrage est rapidement traduit en italien, en allemand, en polonais et en anglais.

L'ouvrage est divisé en deux parties : l’une philosophique, l’autre, théologique. Dans la partie philosophique, il commence par rappeler que le genre humain a toujours cru en la présence personnelle de Dieu dans le monde et à son action incessante, d’où le culte. Le fond de tout culte, c’est la prière, acte de soumission, et l’offrande, acte de reconnaissance. A côté de ces deux actes essentiels, on en remarque partout un troisième dont le but est plus difficile à déterminer : le sacrifice. Il explique que le sacrifice n’entrait pas dans le plan divin primitif, il a été rendu nécessaire par la prévarication du chef du genre humain. Le livre propose des considérations sur l’état des peuples anciens, sur leurs croyances religieuses, qui sont présentées comme étant des émanations plus ou moins altérées d’une révélation primitive. Dans la partie théologique, Philippe Gerbet présente l’eucharistie comme fondement du christianisme primitif, et au centre du christianisme complet. L’homme porte en lui un double besoin, un besoin d’action, d’où résulte la vie pratique, un besoin de contemplation, auquel correspond la vie intérieure. L’Eucharistie satisfait au besoin le plus intime de l’âme humaine en faisant naitre et en développant chez elle l’amour de Dieu. Il écrit, à propos de la prière :
« La prière, qui nous rend Dieu présent, est une sorte de communion par laquelle l’homme se nourrit de la grâce et s’assimile ce céleste aliment de l’âme. Dans cette communication ineffable, la volonté divine pénètre notre volonté, son action se confond avec notre action, pour ne produire qu’une seule et même œuvre indivisible, qui appartient toute entière l’une à l’autre, merveilleuse union de la grandeur et de la bassesse. »

### Création du journal l'Avenir
À la suite de la révolution de juillet 1830, il fonde aux côtés de La Mennais et Lacordaire, le quotidien L'Avenir. C'est lui qui, au début, porte une grande charge du travail. Il contribue aussi alors à la fondation de l'Agence générale pour la défense de la liberté religieuse.
Il publie en 1832, Introduction à la philosophie de l'histoire dans lequel il aborde les questions sociales et notamment une réflexion sur la situation des ouvriers.
Avec deux des principaux rédacteurs de l’avenir, Charles de Coux et Édouard d’Ault Dumesnil, il démarre des conférences qui abordent les différentes branches de l’enseignement philosophique, littéraire, politique, historique etc. Ce faisant, ils s'efforcent de répondre aux préoccupations du moment, en développant une philosophie de l’histoire, qui se doit d'être « l’étude raisonnée des lois qui président au développement de l’activité humaine dans l’ordre du vrai, du bien, dans l’ordre social ; étude qui n’est pas seulement spéculative, mais qui doit servir à projeter sur l’avenir, sur le présent, les lumières du passé. ». Extrait de la première conférence : « Le passé est un tombeau, mais ce n’est pas un cénotaphe, un sépulcre vide. Il contient les vénérables archives du gouvernement de la Providence. Il convient de faire pénétrer à travers les nuages de l’obscur avenir les leçons de l’expérience, de la vieille expérience du genre humain tout entier. ». Les leçons données ont été publiées sous le titre de Conférences de philosophie catholique.

### Collège de Juilly et parution duPrécis de l'histoire de la philosophie
Il fait partie de l'équipe dirigeant le collège Juilly de 1833 à 1837. L'abbé de Salinis, alors aumônier du collège, le nomme directeur de l'établissement de Thieux, qui est une annexe du collège. L'utilité de cet établissement est d'assurer la transition entre les études ecclésiastiques classiques réalisées à Juilly et les études préparatoires à l'entrée dans les fonctions et diverses carrières au sein de l’Église. L'abbé Gerbet y dirige l'étude des questions du temps présent et des conférences de philosophie religieuse, abordant aussi la science, la littérature et la politique.
En 1836, il fonde avec l'abbé de Salinis et l'abbé de Scorbiac une nouvelle revue, L'Université catholique. Il est l'auteur du discours préliminaire du premier volume de la revue dans lequel il fait une synthèse de philosophie des sciences.
Son passage dans l'équipe de Juilly est marquée par la parution d'un nouveau livre, intitulé Le précis de l’histoire de la philosophie, publié en 1834. Le livre ne parait pas sous le nom de l’auteur car la volonté de Philippe Gerbet c'était que le livre paraisse sans nom d'auteur du tout. Cependant, les libraires considérant que cela infléchirait les ventes du livre, ont pris le parti d'indiquer en couverture les noms de MM. de Salinis et de Scorbiac, alors directeurs du collège de Juilly. Cet ouvrage, vient combler une lacune puisqu'il n’existait aucun traité d'histoire de la philosophie en langue française. La référence pour enseigner, était le manuel de Wilhelm Gottlieb Tennemann traduit par Victor Cousin. Le précis de l’abbé Gerbet produit une révolution dans l’enseignement de la philosophie. Jusque là, dans les collèges même ecclésiastiques, la philosophie se bornait à une exposition théorique, à laquelle on ajoutait quelques notions sur les principaux systèmes des philosophes sans chercher les liens de parenté qui les unissaient.
L'innovation de cet ouvrage fait avancer l'étude de la philosophie et celle de la religion. Selon les rationalistes, la philosophie serait le résultat spontané du développement de la raison humaine. Née en Grèce, le prophète en est Socrate puis son interprète le plus élevé est Platon et le législateur en est Aristote. L’histoire de la philosophie, décrite par Philippe Gerbet, renverse le système rationaliste en montrant à l’origine, une révélation divine comme source première de toutes les conceptions philosophiques. Elle renverse également les théories historiques qui font de la Grèce le berceau de la philosophie. La Grèce a reçu sa philosophie de l’Inde et l’Inde elle-même, l’a reçue de la Judée d’après les découvertes scientifiques qui étaient présentée à l'époque de la parution du livre.
Envisagée de ce point de vue, l’histoire de la philosophie est une étude utile pour comprendre l’histoire de la théologie. Le livre se divise en cinq parties qui correspondent aux cinq périodes du développement de l’esprit humain. En premier lieu, la période de la philosophie orientale, qui comprend ce que l’on connaît des spéculations de l’esprit humain dans l’Inde, la Chine, la Perse, la Chaldée, la Phénicie, l’Égypte. En second temps, vient l'étude de la philosophie grecque. Puis, la période qui embrasse les cinq premiers siècles de l’ère chrétienne, le Moyen-Âge. Et pour terminer, la période moderne ou le mouvement philosophique qui a succédé à la scolastique. Pour l’époque, on peut considérer que la première partie, où l’auteur expose la philosophie orientale, est un chef d’œuvre. Il résume clairement tout ce qu’on connaissait à cette époque des conceptions métaphysiques et cosmogoniques de l’Inde, de la Chine.

### Réaction à la suite des encycliquesMirari VosetSingulari Nos
Durant le premier semestre 1832, sous la conduite de l'archevêque de Toulouse David d'Astros, un recueil de 38 puis 56 propositions condamnables, contenues dans les ouvrages de La Mennais, Gerbet, Rohrbacher et dans des articles de l'Avenir, est établi, approuvé par de nombreux évêques de France et transmis à Rome pour approbation.
Tout comme La Mennais, Lacordaire et Montalembert, Gerbet se soumet à la condamnation des idées de l'Avenir par le pape Grégoire XVI (encyclique Mirari vos, 15 août 1832). Resté très proche de La Mennais jusqu'en 1834, il s'en sépare finalement en acceptant l'encyclique Singulari Nos qui condamne l'auteur des Paroles d'un croyant.

A cette époque, Philippe Gerbet se dissocie de Félicité de La Mennais et publie deux ouvrages dans lesquels, il expose les raisons de son opposition. Le premier est intitulé Réflexions sur la chute de M. de La Mennais et le second s'intitule Des doctrines nouvelles de M. de La Mennais, tous deux sont parus en 1838. Il parle de « l’école révolutionnaire » pour qualifier les doctrines développées par Félicité de La Mennais, ce qui constitue une rupture dans l'amitié intellectuelle qui les avait portée jusqu'alors. Dans ces doctrines, il dénonce tout d'abord l’abolition de la propriété, prônée par La Mennais. Philippe Gerbet formule ainsi sa critique :
« dès que la transmission héréditaire de la propriété est abolie systématiquement, il n’y a que trois systèmes possibles pour remplacer cette base sociale. Le premier consiste à décréter la communauté absolue des biens, c’est l’anarchie. Le second est la loi agraire, le partage égal renouvelé, cette idée n’est plus en vogue parmi les métaphysiciens révolutionnaires. Le troisième système est de reconnaître au gouvernement le droit de régler et d’organiser la répartition des richesses, ce qui est encore rentrer dans la doctrine saint simonienne. A la différence que vous arrivez à proclamer que la propriété n’est que la portion dont la loi accorde l’usage à chaque citoyen : principe que Robespierre avait inséré dans une déclaration de droits, que la Convention elle-même refusa d’adopter [...] la guerre universelle contre la propriété, voilà donc le terme inévitable vers lequel poussent vos doctrines. »
L'autre point de critique, repose sur les objections politiques que Félicité de La Mennais expose à l'encontre de l’encyclique. Selon Philippe Gerbet, il n'est pas possible d'affirmer qu’il y a opposition radicale entre la doctrine catholique et les droits fondamentaux de l’humanité, bien que l’encyclique soit contraire à la doctrine qui promeut les libertés de culte, de presse, d’association. Philippe Gerbet considère, que l'ensemble de ces libertés, constitue un danger, celui de faire prévaloir « la loi de la liberté contre la loi d’ordre et d’union, qui est le fondement de la société ».
Enfin, cet ouvrage constitue également une critique forte du désengagement des industriels vis à vis des difficultés sociales vécues par les ouvriers. Il estime que le pouvoir doit être organisé, dans un esprit de charité. Il parle ainsi des « classes puissantes » en référence aux industriels, en les comparant à l'aristocratie, et en les sommant d'agir dans un esprit de sacrifice : « de nouvelles classes se sont formées qui en ces derniers temps sont parvenues chez nous à concentrer entre leurs mains la plus grande partie de la puissance publique. ». Il condamne ainsi les pratiques qui consistent à « considérer le prolétaire comme une machine de richesse ». Et formule le souhait que ceux qui en ont le pouvoir, puissent « leur fournir non pas seulement un morceau de pain pour prix de ses sueurs mais aussi la facilité de se nourrir du pain de l’âme, et au lieu de forcer son corps à travailler les sept jours de la semaine, sous peine de mourir de faim, ne pas reculer devant quelques sacrifices, pour faire jouir son âme de la trêve du seigneur, multiplier partout les institutions des centres de protection et de secours, qui consistent à déverser pas différentes voies dans la masse des classes souffrantes, le superflu de ceux qui ont beaucoup ».
Et selon Philippe Gerbet, ces bonnes œuvres ne peuvent passer que par la foi : « l’Église n’est pas seulement la demeure paisible de tous les esprits qui se reposent dans l’unité de foi ; elle est aussi la grande salle d’asile, l’atelier universel des bonnes œuvres, l’élite de ces âmes qui forment, à toutes les époques, l’immortelle aristocratie du dévouement ».
Ce faisant, il évoque aussi la notion d'égalité du suffrage entre les hommes et les femmes. Il formule le fait qu'il est irrationnel « de refuser aux femmes, à titre d’incapacité, ce que l’on s’obstine à accorder à des masses d’hommes placés à un degré inférieur dans l’échelle des incapacités politiques ». Et il ajoute : « les pays même les moins émancipés renferment certainement bien des femmes plus en état cent fois de concourir avec intelligence au suffrage universel que ne le sont les garçons de bureau du journal de M. de la Mennais lui même ». Ainsi selon lui, la question des femmes est à elle seule, est la pierre d’achoppement du système. Il conclut : « Dire que le genre humain doit être gouverné par la volonté de tous, en vertu d’un droit inhérent à l’essence même de l’être humain, puis ajouter tout haut ou tout bas que la moitié du genre humain doit être gouvernée par la volonté de l’autre moitié, cela ne laisse pas que d’embarrasser le bon sens ordinaire ».

### Esquisse de Rome chrétienne
Romain-Frédéric Gallard, évêque de Meaux, le nomme chanoine de sa cathédrale et vicaire général honoraire en 1838. Il part pour Rome où il reste pendant dix ans. Il y fait des recherches, sur la foi, la piété et la science. Il rédige un ouvrage important dans l'évolution spirituelle, philosophique et esthétique du catholicisme français : Esquisse de Rome chrétienne (1844-1850).
De retour à Paris, il est accueilli par Marie Dominique Auguste Sibour, archevêque de Paris, qui lui confie la chaire d'éloquence sacrée à la Sorbonne et qui compte sur lui pour fonder un journal quotidien destiné à être comme le Moniteur de l'Église de France. Philippe Gerbet devient parrain du Moniteur Catholique. Il assiste au concile de Paris en qualité de théologien de l'archevêque.

### Vicaire général à Amiens
Il accompagne Antoine de Salinis au concile de Soissons, en tant que président de la congrégation des décrets. En 1849, Antoine de Salinis, évêque d'Amiens, fait appel à lui en tant que vicaire général. Il prend la direction spirituelle, en tant qu'aumônier, des dames du Sacré-Cœur. En avril 1854, sous le Second Empire, il est élu évêque de Perpignan et est consacré le 29 juin en la cathédrale d'Amiens.

### Épiscopat de Perpignan
Il arrive à Perpignan en pleine épidémie de choléra, ce qui le conduit à devoir s'occuper en priorité des malades.
Philippe Gerbet est l'auteur d'ouvrages de théologie et de textes de défense du christianisme, notamment, le 23 juillet 1860, d'une instruction pastorale, Sur diverses erreurs du temps présent. Cette instruction liste 85 propositions condamnées, réaffirmant les positions de son auteur, ultramontain, favorable au pouvoir temporel du pape, ainsi qu'aux congrégations religieuses. Par la suite, cette instruction sert de base aux travaux de la commission de théologiens rédigeant le Syllabus (encyclique Quanta Cura, 1864) du pape Pie IX. Ses ouvrages sont reconnus par les membres du clergé et font autorité.

### Participation à des sociétés savantes
- Société d'émulation du Jura : membre correspondant (1834-1863) ;
- Académie des sciences, belles-lettres et arts de Besançon et de Franche-Comté (1844-1864) ;
- Société d'agriculture, sciences et arts de Poligny : membre honoraire (1862)[16].

### Mort
Dans les années 1830 au moment des débats liés au journal l’Avenir, Philippe Gerbet a été touché par une attaque de choléra qui a laissé des séquelles importantes jusqu’à son épiscopat, où il vécut dix années de souffrances, et qui le fait décéder. Il meurt à Perpignan le 7 août 1864.

## Distinction
- Chevalier de la Légion d'honneur (12 octobre 1853)[18]

## Publications

### Philosophie religieuse (1820-1832)
- Des doctrines philosophiques sur la certitude, dans leurs rapports avec les fondements de la théologie, Paris, librairie classique, 1826, 206 p. (BNF 30499125, lire en ligne).
- Considérations sur le dogme de l'eucharistie générateur de la piété catholique, Paris, Bureau du Mémorial catholique, 1829, 301 p. (BNF 30499116, lire en ligne).
- Coup d'œil sur la controverse chrétienne, depuis les premiers siècles jusqu'à nos jours, Paris, bureau de l'Agence générale pour la défense de la liberté religieuse, 1831 (BNF 30499122, lire en ligne).
- Introduction à la philosophie de l'histoire : conférences de philosophie catholique, Paris, Bureau de l'agence générale pour la défense de la liberté religieuse, 1832, 286 p. (BNF 30499113, lire en ligne).
- Précis de l'histoire de la philosophie, Paris, L. Hachette, 1841, 424 p. (BNF 31338775, lire en ligne).

### Écrits publiés à la suite des encycliquesMirari VosetSingulari Nos
- Réflexions sur la chute de M. de La Mennais, Paris, bureau de L'Université catholique, 1838 (BNF 30499143).
- Des doctrines nouvelles de M. de La Mennais, Bruxelles, Société nationale pour la propagation des bons livres, 1838 (BNF 30499124).

### Travaux de synthèse (1840-1864)
- Esquisse de Rome chrétienne, bureau de l'Université catholique, Paris, 1844-1850.
- Sainte Theudosie, Amiens, Lenoël-Hérouart, 1853, 46 p. (BNF 30499144, lire en ligne)
- De la Papauté, en réponse à l'écrit intitulé Le Pape et le Congrès, Gaume fr. et J. Duprey, Paris, 1860.
- Mémorandum des catholiques français sur les menaces du Piémont contre Rome, Tolra et Haton, Paris, 1862.